# Tubulipora capitata
Tubulipora capitata är en mossdjursart som beskrevs av Walter Douglas Hincks 1881. Tubulipora capitata ingår i släktet Tubulipora och familjen Tubuliporidae. Inga underarter finns listade i Catalogue of Life.